# Relästation

Person 1 sänder till repeatern som vidarebefordrar meddelandet till person 2, över till exempel ett berg.

Relästation eller repeater (från engelskans: 'repeat' – repetera) är i radiosammanhang  en sändare/mottagare som återutsänder en radiosignal som annars inte hade nått fram till mottagaren. Där sändare och mottagare ligger i radioskugga från varandra, antingen på grund av terräng eller bebyggelse (stadsmiljö), kan en högt placerad relästation nå båda parter och länka trafiken vidare. Med repeater blir det möjligt att nå fram över långa avstånd även med mycket liten och smidig utrustning, såsom handhållen portabelradio eller en liten antenn på ett biltak. Kommersiell mobiltelefoni fungerar enligt denna princip.

## Amatörradio
En repeater för amatörradio är en fast monterad mottagare/sändare som återutsänder det man sänder till den. Fördelen med detta system är att man kan nå betydligt längre än man hade gjort med en direktkontakt mellan två stationer. Repeatrar brukar ha ett högt och fritt läge och kan därigenom både höra och höras bättre än stationer på marken. Repeatrar brukar dessutom ha antenner med betydligt bättre förstärkning och slutsteg med betydligt högre uteffekt än vad portabla och mobila stationer av fysiska skäl normalt har.

### Analoga repeatrar
En repeater för FM-trafik lyssnar på en frekvens och sänder samtidigt ut det den hör på en annan. Skillnaden mellan dessa frekvenser kallas skift. Av tekniska skäl vill man ha så stort skift som möjligt, eftersom sändande och mottagande antenn vanligtvis sitter monterade mycket nära varandra. På amatörradiobanden inom Europa använder man normalt på 2-metersbandet ett skift på −600 kHz, samt på 70-centimetersbandet ett skift på −2,0 MHz (tidigare +/−1,6 MHz). Detta innebär att en användare vid - skift exempelvis lyssnar på 434,975 MHz, men sänder på 432,975 MHz. Och en användare vid + skift exempelvis lyssnar på 432,975 Mhz, men sänder på 434,975 Mhz.
Inom amatörradion finns de flesta repeatrar på 2 meter (144 MHz) och 70 cm (432 MHz), men det förekommer även enstaka repeatrar på 10 meter (28 MHz) och 24 cm (1,2 GHz) av mer experimentell karaktär. Koncentrationen kring 2 meter och 70 centimeter beror på mindre risk för störningar från avlägsna stationer på grund av atmosfäriska gynnsammare radioutbredningsförhållanden, så kallade "konditioner", samt antennernas smidigare format för portabelt och mobilt bruk. Kortare våglängder (såsom 24 cm och kortare) ger normalt sämre räckvidd än önskvärt samt har större problem med så kallad "picket-fencing".
Repeatrar ”öppnas” normalt genom att en ton sänds, varvid repeatern börjar med att identifiera sig själv. Repeatern fortsätter därefter normalt återsända det den hör till dess att den inte hört någonting under ett visst antal sekunder, varvid den automatiskt stängs ner. En annan vanlig metod att öppna repeatrar är med hjälp av subton.
Det förekommer möjlighet att länka samman repeatrar, antingen direkt i de fall då repeatrarna är inom varandras räckvidd via etern, eller via Internet (Echolink). Det blir då möjligt att nå betydande avstånd. Signalering till dessa mer avancerade repeatrar sker med DTMF.
Då mängden kanaler är begränsad, är det under vissa omständigheter möjligt att en repeater störs av en annan avlägsen repeater på samma frekvens på grund av gynnsammare radiokonditioner. För att minska effekterna av detta är en övergång till obligatorisk subton under genomförande.

### Digitala repeatrar
En digital repeater eller digipeater fungerar annorlunda än en röstrepeater men syftet är det samma. Den tar oftast emot och sänder på samma frekvens. När digipeatern fått in ett komplett paket väntar den på att kanalen är ledig och sedan sänds det ut. Det finns mer avancerade digipeatrar med flera kanaler och den kan fungera som en router. En hubb är en enkel form av digipeater med flera kanaler, en switch är en flerkanalig digipeater med viss ”intelligens”, en brygga är en tvåkanalig switch.

### Webbkällor
- Relästation i Nationalencyklopedins nätupplaga.